# Zapus princeps
Espèce
Statut de conservation UICN

 LC  : Préoccupation mineure
La Zapode de l'Ouest (Zapus princeps) est une espèce de rongeurs de la famille des Dipodidae. C'est une souris sauteuse que l'on rencontre dans l'ouest de l'Amérique du Nord.

Carte de répartition

## Liste des sous-espèces
Selon NCBI (9 mai 2010) :
- sous-espèce Zapus princeps idahoensis ;
- sous-espèce Zapus princeps princeps ;
- sous-espèce Zapus princeps utahensis.